# Burning Organ
Burning Organ es el quinto álbum de estudio como solista publicado por el exguitarrista de Racer X y Mr. Big, Paul Gilbert, lanzado al mercado el 17 de septiembre de 2002.

## Lista de canciones
| N.º | Título                    | Duración |  |
| 1.  | «I Like Rock»             | 2:09     |  |
| 2.  | «My Religion»             | 3:20     |  |
| 3.  | «Bliss»                   | 5:10     |  |
| 4.  | «Suicide Lover»           | 3:03     |  |
| 5.  | «Friday Night (Say Yeah)» | 3:02     |  |
| 6.  | «I Am Satan»              | 5:21     |  |
| 7.  | «G.V.R.O. (instrumental)» | 1:01     |  |
| 8.  | «My Drum»                 | 4:23     |  |
| 9.  | «Amy Is Amazing»          | 4:19     |  |
| 10. | «Muscle Car»              | 3:34     |  |
| 11. | «I Feel Love»             | 3:26     |  |
| 12. | «Burning Organ»           | 5:22     |  |
| 13. | «Keep on Keepin On»       | 4:38     |  |

## Créditos
- Paul Gilbert - Guitarra, voz
- David Richardson - Piano
- Mike Szuter - Bajo
- Marco Minnemann - Batería
- Linus of Hollywood - Teclados